# 馬爾莫拉達山脈

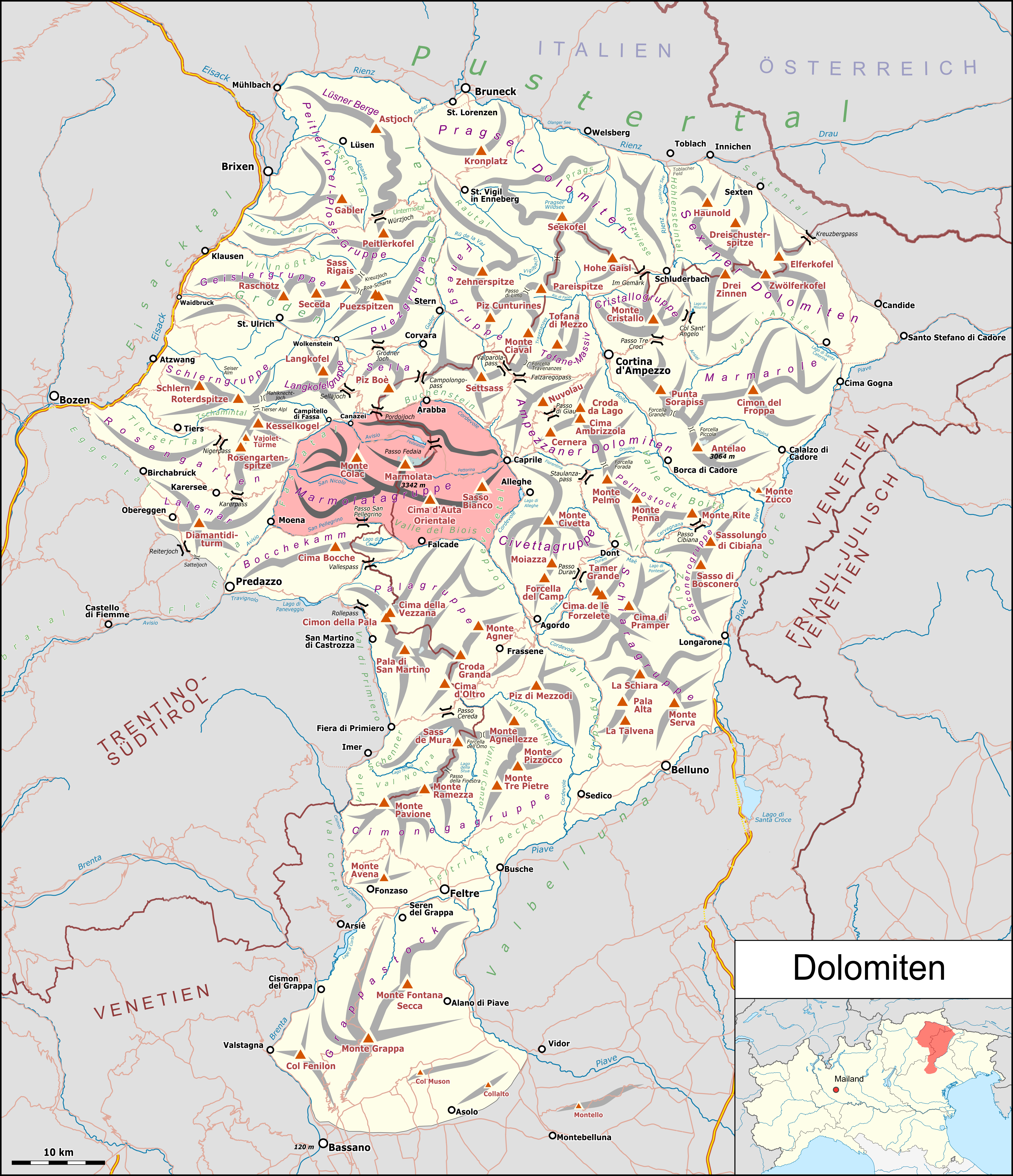

46°26′13″N 11°51′55″E / 46.43694°N 11.86528°E
馬爾莫拉達山脈（義大利語：Marmolatagruppe），是意大利的山脈，位於該國東北部，處於特倫托自治省和貝盧諾省接壤的邊界，屬於多洛米蒂山的一部分，最高點海拔高度3,343米。